# Ctenus quinquevittatus
Ctenus quinquevittatus är en spindelart som beskrevs av Embrik Strand 1907. Ctenus quinquevittatus ingår i släktet Ctenus och familjen Ctenidae. Inga underarter finns listade i Catalogue of Life.